# László Kocsis (Archäologe)
László Kocsis (* 2. Dezember 1949 in Kráľovský Chlmec (ungarisch: Királyhelmec), Tschechoslowakei) ist ein ungarischer Provinzialrömischer Archäologe.

## Leben
Kocsis besuchte 1969 die ungarische Gewerbeschule in Košice. Zwischen 1973 und 1978 studierte er an der Eötvös-Loránd-Universität Budapest Provinzialrömische Archäologie sowie Ur- und Frühgeschichte. Im Jahr 1979 schloss er das Studium mit einer Magisterarbeit über römische Waffen und Ausrüstungsgegenstände (Helme und Maskenhelme) in Pannonien ab. Von 1978 bis 1989 war er als Archäologe am Historischen Museum Budapest beschäftigt. Mit einer weiteren Arbeit über die römische Ausrüstung des Militärs in Pannonien, insbesondere die Schilde und Helme, die er an der Eötvös-Loránd-Universität vorlegte, wurde er 1994 promoviert und wechselte 1989 an das Ungarische Nationalmuseum. Bis heute ist er dort als Archäologe und Kurator der archäologischen Sammlung beschäftigt. In der Vergangenheit hielt er außerdem Seminare an der Eötvös-Loránd-Universität sowie an der Universität Göteborg zu antiken Waffen und zu Grabungstechniken. Daneben hat er verschiedene provinzialrömische Ausstellungen in Ungarn, Deutschland und Italien geleitet.

## Ausgrabungen
- 1978–1989: Grabungen in Budapest am Floriansplatz zum Legionslager und dessen Lagerdorf.
- 1995–2003: Grabungen am Kastell Campona, Budapest-Nagytétény.
- 2006–2007: Ausgrabungen in Tiszagyenda zu Sarmaten und Gepiden. Untersuchung einer árpádenzeitlichen Siedlung mit Gräberfeld.

## Schriften (Auswahl)
- Zur Periodisierung des Hauses des Tribunus Laticlavius im Legionslager von Aquincum. In: Hermann Vetters, Manfred Kandler (Hrsg.): Akten des 14. Internationalen Limeskongress 1986 in Carnuntum (= Der Römische Limes in Österreich – Sonderband 2, (1989)) Wien 1990, S. 709–714.
- Inschriften aus dem Mithras-Heiligtum des Hauses des Tribunus Laticlavius im Legionslager von Aquincum aus dem 2.–3. Jahrhundert. In: Acta Archaeologica Academiae Scientiarum Hungaricae 41 (1989), S. 81–92.
- Ein neugefundener römischer Helm aus dem Legionslager von Aquincum. In: Akten des 13. Internationalen Limeskongresses, Aalen 1983. Stuttgart 1986, S. 350–354.
- Das Legions-Lager von Aquincum. In: Akten des 13. Internationaler Limeskongress, Aalen 1983. Stuttgart 1986, S. 398–403.
- A „városi“ régészet problémái Óbudán (Probleme der „städtischen“ Archäologie in Óbuda). In: Budapest Régiségei 25 (1984), S. 503–506.
- I.sz-i sisak az aquincumi legióstáborból (Ein Bronzehelm aus dem 1. Jh. vom Legionslager zu Aquincum). In: Budapest Régiségei 25 (1984) S. 227–246.